# Christoph Vischer
Christoph Vischer, född  20 januari 1518 i Sankt Joachimsthal, död 11 september 1598 i Celle. Av Högmarck (1736) kallad Christopher Fischer. Också känd under benämningen Piscator. Generalsuperintendent i Zelle, Hannover. Vän med Philipp Melanchthon, Martin Luthers medarbetare. Han finns representerad i den svenska psalmbokens utgåvor från 1695 till 1937 med psalmen (1937 nr 96) diktad 1597. Texten översatt till svenska av Jesper Swedberg.

## Psalmer
- Vi tackar dig, o Jesus god (1695 nr 153, 1819 och 1937 nr 96) skriven 1597. Finns på Wikisource.

## Fotnoter
1. 1 2  Gemeinsame Normdatei, Deutsche Nationalbibliotheks katalog-id-nummer: 1165352107749153-1, läst: 16 oktober 2015.[källa från Wikidata]
2. ↑  Gemeinsame Normdatei, läst: 11 december 2014.[källa från Wikidata]
3. ↑  Gemeinsame Normdatei, läst: 30 december 2014.[källa från Wikidata]
4. ↑  Högmarck, Lars, Psalmopoeographia, Stockholm, 1736.